# Eleição municipal de Piracicaba em 2016
A eleição municipal de Piracicaba em 2016 foi realizada em 2 de outubro de 2016 para eleger um prefeito, um vice-prefeito e 23 vereadores no município de Piracicaba, no Estado de São Paulo, no Brasil. O prefeito eleito foi Barjas Negri, do PSDB, com 70,31% dos votos válidos, sendo vitorioso logo no primeiro turno com folga, em disputa com sete adversários. O vice-prefeito eleito, na chapa dele de Negri, foi José Antonio de Godoy (PSDB)
O pleito em Piracicaba foi parte das eleições municipais nas unidades federativas do Brasil. O PSDB, partido do então eleito prefeito cresceu de maneira relevante na região Centro-Oeste, no país conquistou no primeiro turno 152 prefeituras. 
A disputa para as 23 vagas na Câmara Municipal de Piracicaba envolveu a participação de 455 candidatos. O candidato mais bem votado foi o debutante Dr. Ary Pedroso que obteve 5.377 votos (2,88% dos votos válidos).

## Antecedentes
Na eleição municipal de 2012, Gabriel Ferrato, do PSDB derrotou o candidato do PV Dilmo dos Santos no primeiro turno. Esse pleito tinha na disputa para prefeito outros 6 candidatos, mas Gabriel ganhou com uma folga de 73.54% (138,920 votos). O segundo colocado, Roberto Felicio (PT), ficou com 12,27% (23,184 votos). 

## Eleitorado
Na eleição de 2016, estiveram aptos a votar 283.810 piracicabanos, o que correspondia a 78,71% da população da cidade.

## Candidatos
Foram 8 candidatos à prefeitura em 2016: Barjas Negri do PSDB foi eleito com uma folga na quantidade de votos, com 70,31%. 
| Candidato(a)          | Vice                   | Partido | Coligação                                                                                             |
| --------------------- | ---------------------- | ------- | --- |
| Barjas Negri          | José Antônio de Godoy  | PSDB    | "Experiência e trabalho para uma Piracicaba melhor." (PSDB/PMDB/PTB/PPS/PV/PTN/PHS/PP/PRB/PSC/PSL/SD) |
| José Edvaldo Brito    | Isaac Roston           | PC do B | "Juntos por Piracicaba" (PT/PC do B/PMB/PDT)                                                          |
| Luciano Almeida       | Augusto Muzilli Junior | PSD     | "Piracicaba de todos nós" (PSD/PR/PRP)                                                                |
| Magno Peres Rodrigues | Sérgio Salgueiro       | PCO     | PCO                                                                                                   |
| Marcelo Filik         | Simone Dias            | REDE    | (partido Isolado)                                                                                     |
| Thiago Nalesso        | Luz Rodrigues          | PSOL    | É possível Mudar!                                                                                     |
| Sergio Spenassatto    | Mauro Almeida Leme     | PPL     | PPL                                                                                                   |
| Wilson Trindade       | Vander Monteiro        | PROS    | PROS                                                                                                  |

## Campanha
Já tendo sido eleito outras duas vezes, Barjas consegue o terceiro mandato com a frase de campanha "Experiência e trabalho para uma Piracicaba melhor", esse conceito envolve os anos de estrada política do candidato e também suas propostas novas como seus atuais desafios. Propõe uma liderança feita em conjunto, na qual fala de diálogos abertos. 

### Pesquisas
Em pesquisa do TSE, divulgada em 05 de Setembro de 2016, Barjas apareceu em primeiro lugar com 58.64% das intenções de voto. Luciano Almeida, Trindade, Edvaldo Brito, Sergio Spenassatto e Thiago Nalesso apareceram respectivamente com 5.68%, 2.05%, 1.14%, 0.68% e 0.45%. Magno Peres (PCO) e Marcelo Filik (REDE) não foram citados. Os eleitores indecisos ficaram com 17.95% e os que afirmaram que votarão Branco ou Nulo, chegam a 13.41%.  Já nos candidatos que a população não votaria, aparece mais votado o candidato Wilson Trindade com 13.41%, curiosamente logo depois Barjas Negri com 5.68%, 3.64% Edvaldo Brito, 3.18% Luciano Almeida, 2.73% Thiago Nalesso, 1.59% Marcelo Filik, 1.14% Sergio Spenassatto e 1.14% Magno Peres. 
| Data de realização         | Data de divulgação | Instituto | Número de registro no TRE | Contratante | Entrevistados | Margem de erro | Candidato           | Candidato             | Candidato       | Candidato               | Candidato                | Candidato             | Não sabe/ Não respondeu |
| Data de realização         | Data de divulgação | Instituto | Número de registro no TRE | Contratante | Entrevistados | Margem de erro | Barjas Negri (PSDB) | Luciano Almeida (PSD) | Trindade (PROS) | Edvaldo Brito (PC do B) | Sergio Spenassatto (PPL) | Thiago Nalesso (PSOL) | Não sabe/ Não respondeu |
| -------------------------- | ------------------ | --------- | ------------------------- | ----------- | ------------- | -------------- | ------------------- | --------------------- | --------------- | ----------------------- | ------------------------ | --------------------- | ----------------------- |
| De 9 a 10 Setembro de 2016 | 13 de Setembro     | TSE       | SP -04164/2016            | Conespi     | 440           | 4,6%           | 58.64%              | 5.68%                 | 2.05%           | 1.14%                   | 0.68%                    | 0.45%                 | 31.36%                  |

## Resultados

### Prefeito
No dia de 2 outubro, Barjas Negri foi eleito com 70,31%% dos votos válidos.
| Candidato(a)               | Vice                   | 1º Turno 2 de outubro de 2016 | 1º Turno 2 de outubro de 2016 |
| Candidato(a)               | Vice                   | Votação                       | Votação                       |
|                            |                        | Total                         | Porcentagem                   |
| -------------------------- | ---------------------- | ----------------------------- | ----------------------------- |
| Barjas Negri (PSDB)        | Jagodoy                | 132,161                       | 70,31%                        |
| Luciano Almeida (PSD)      | Augusto Muzilli Junior | 46,573                        | 24,78%                        |
| Brito (PC do B)            | Isaac Roston           | 3,086                         | 1,64%                         |
| Thiago Nalesso (PSOL)      | Luz Rodrigues          | 2,599                         | 1,38%                         |
| Marcelo Filik (REDE)       | Simone Dias            | 1,992                         | 1,06%                         |
| Trindade (PROS)            | Vander Monteiro        | 839                           | 0,45%                         |
| Sergio Spenassatto (PPL)   | Mauro Almeida Leme     | 494                           | 0,26%                         |
| Magno Peres Rodrigues(PCO) | Sérgio Salgueiro       | 216                           | 0,11%                         |
| Total de votos válidos     | Total de votos válidos | 187,960                       | 84,14%                        |
| Votos em branco            | Votos em branco        | 12.264                        | 5.49%                         |
| Votos nulos                | Votos nulos            | 23.168                        | 10.37%                        |
| Total                      | Total                  | 283.810                       | 100%                          |
| Abstenções                 | Abstenções             | 60.423                        | 21.29%                        |
| Votos apurados             | Votos apurados         | 283.810                       | 100%                          |
| Total de eleitores         | Total de eleitores     | 283.810                       | 100%                          |

### Vereador
Dos vinte e três (23) vereadores eleitos, sete(07) são do PSDB, quatro cadeiras são do PPS e SD ficou com três.  Doze vereadores foram reeleitos, havia apenas uma mulher dentre os vereadores eleitos em 2016. O vereador mais votado foi Dr. Ary Pedroso, que teve 5.377 votos. 
| Resultado da eleição para a Câmara Municipal de Piracicaba em 2016 por candidato | Resultado da eleição para a Câmara Municipal de Piracicaba em 2016 por candidato | Resultado da eleição para a Câmara Municipal de Piracicaba em 2016 por candidato | Resultado da eleição para a Câmara Municipal de Piracicaba em 2016 por candidato | Resultado da eleição para a Câmara Municipal de Piracicaba em 2016 por candidato | Resultado da eleição para a Câmara Municipal de Piracicaba em 2016 por candidato |
| Candidato                                                                        | Número                                                                           | Partido                                                                          | Votos                                                                            | Porcentagem                                                                      |                                                                                  |
| -------------------------------------------------------------------------------- | -------------------------------------------------------------------------------- | -------------------------------------------------------------------------------- | -------------------------------------------------------------------------------- | -------------------------------------------------------------------------------- | -------------------------------------------------------------------------------- |
| Dr. Ary Pedroso                                                                  | 77777                                                                            | SD                                                                               | 5.377                                                                            | 2,89%                                                                            |                                                                                  |
| Paulo Campos                                                                     | 55555                                                                            | PSD                                                                              | 4.770                                                                            | 2,56%                                                                            |                                                                                  |
| Paulo Henrique                                                                   | 10123                                                                            | PRB                                                                              | 3.673                                                                            | 1,97%                                                                            |                                                                                  |
| Rerlison Rezende                                                                 | 45700                                                                            | PSDB                                                                             | 3.524                                                                            | 1,89%                                                                            |                                                                                  |
| André Bandeira                                                                   | 45000                                                                            | PSDB                                                                             | 2.779                                                                            | 1,49%                                                                            |                                                                                  |
| Gilmar Rotta                                                                     | 15555                                                                            | PMDB                                                                             | 2.749                                                                            | 1,48%                                                                            |                                                                                  |
| Isac Souza                                                                       | 14100                                                                            | PTB                                                                              | 2.670                                                                            | 1,43%                                                                            |                                                                                  |
| Laércio Trevisan Jr                                                              | 22222                                                                            | PR                                                                               | 2.052                                                                            | 1,34%                                                                            |                                                                                  |
| Dirceu                                                                           | 77000                                                                            | SD                                                                               | 2.434                                                                            | 1,31%                                                                            |                                                                                  |
| Matheus Erler                                                                    | 14123                                                                            | PTB                                                                              | 2.310                                                                            | 1,24%                                                                            |                                                                                  |
| Pedro Kawai                                                                      | 45500                                                                            | PSDB                                                                             | 2.258                                                                            | 1,21%                                                                            |                                                                                  |
| Maestro Jonson                                                                   | 45123                                                                            | PSDB                                                                             | 2.457                                                                            | 1,32%                                                                            |                                                                                  |
| Dr. Paulo Serra                                                                  | 23023                                                                            | PPS                                                                              | 2.015                                                                            | 1,08%                                                                            |                                                                                  |
| Coronel Adriana                                                                  | 23190                                                                            | PPS                                                                              | 2.104                                                                            | 1,13%                                                                            |                                                                                  |
| Nancy Thame                                                                      | 45045                                                                            | PSDB                                                                             | 1.781                                                                            | 0,96%                                                                            |                                                                                  |
| LOCA                                                                             | 23001                                                                            | PPS                                                                              | 1.751                                                                            | 0,94%                                                                            |                                                                                  |
| Zé Longatto                                                                      | 45555                                                                            | PSDB                                                                             | 1.842                                                                            | 0,99%                                                                            |                                                                                  |
| Lair Braga                                                                       | 77007                                                                            | SD                                                                               | 1.891                                                                            | 0,98%                                                                            |                                                                                  |
| Capitão Gomes                                                                    | 11111                                                                            | PP                                                                               | 1.794                                                                            | 0,96%                                                                            |                                                                                  |
| Wagnão                                                                           | 31000                                                                            | PHS                                                                              | 1.654                                                                            | 0,89%                                                                            |                                                                                  |
| Dr. Ronaldo Moschini                                                             | 23000                                                                            | PPS                                                                              | 1.626                                                                            | 0,87%                                                                            |                                                                                  |
| Osvaldo Shiavolin                                                                | 45321                                                                            | PSDB                                                                             | 1.477                                                                            | 0,79%                                                                            |                                                                                  |
| Marcos Abdalla Barbeiro                                                          | 10456                                                                            | PRB                                                                              | 1.224                                                                            | 0,66%                                                                            |                                                                                  |

| Votos nominais + legenda | Votos nominais + legenda | 186.460 | 83.47% |
| Votos nulos              | Votos nulos              | 20.464  | 9.16%  |
| Votos em branco          | Votos em branco          | 16.648  | 7.37%  |
| Total                    | Total                    | 283.810 | 100%   |
| ------------------------ | ------------------------ | ------- | ------ |

## Análises

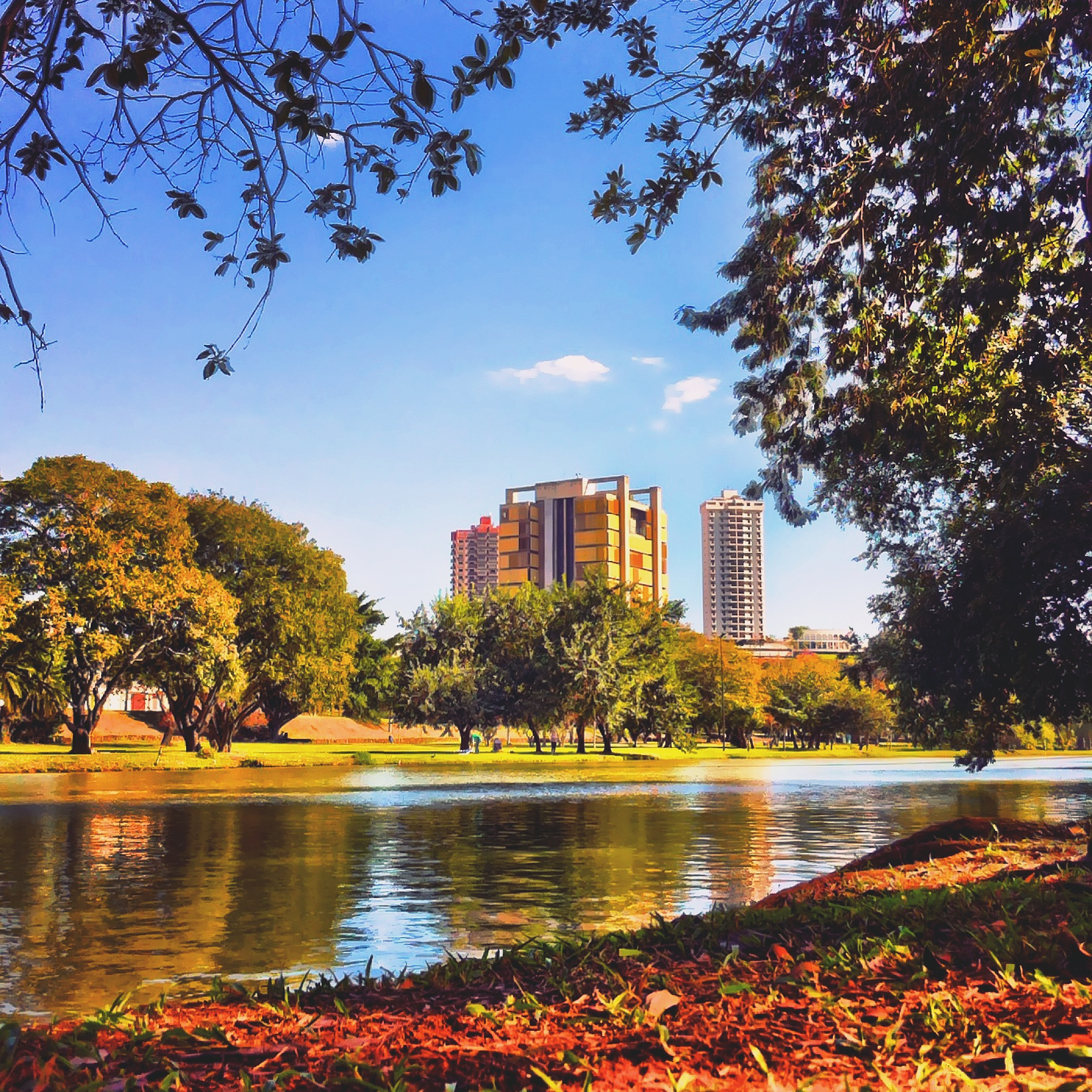
Prefeitura de Piracicaba

A vitória com folga de Barjas Negri para a prefeitura logo no primeiro turno mostra a força do candidato, usando o lema "Experiência e trabalho para uma Piracicaba melhor". Em entrevista ao site G1, Barjas declarou: "É uma honra muito grande ser prefeito de Piracicaba. Eu ofereço meu trabalho, minha dedicação e a nossa experiência de servir como já fizemos durante oito anos de governo".  . Negri é querido pela população, e isso fica claro por estar entrando em seu terceiro mandato. Em resumo de suas propostas, a essência é usar da tecnologia para informar, dar acessibilidade a população.